# All Mod Cons
Az 1978-as All Mod Cons a The Jam harmadik nagylemeze. Az album nagyobb kereskedelmi sikereket ért el az együttes előző albumánál, a Down in the Tube Station at Midnight egyik legnagyobb slágerük volt (a Brit albumlista 15. helyét szerezte meg). 2000-ben a Q magazin 50. helyre sorolta Minden idők 100 legnagyobb brit albuma listáján. Az album 1979-ben jelent meg az Egyesült Államokban; a Billy Hunt helyére a The Butterfly Collector került. Szerepel az 1001 lemez, amit hallanod kell, mielőtt meghalsz című könyvben.

## Az album dalai
| 1. | All Mod Cons                               | Paul Weller | 1:20 |
| 2. | To Be Someone (Didn't We Have a Nice Time) | Paul Weller | 2:32 |
| 3. | Mr. Clean                                  | Paul Weller | 3:29 |
| 4. | David Watts                                | Ray Davies  | 2:56 |
| 5. | English Rose                               | Paul Weller | 2:51 |
| 6. | In the Crowd                               | Paul Weller | 5:40 |

| 1. | Billy Hunt (UK) The Butterfly Collector (US) | Paul Weller | 3:01 3:11 |
| 2. | It's Too Bad                                 | Paul Weller | 2:39      |
| 3. | Fly                                          | Paul Weller | 3:22      |
| 4. | The Place I Love                             | Paul Weller | 2:54      |
| 5. | 'A' Bomb in Wardour Street                   | Paul Weller | 2:37      |
| 6. | Down in the Tube Station at Midnight         | Paul Weller | 4:43      |

## Fordítás
Ez a szócikk részben vagy egészben az All Mod Cons című angol Wikipédia-szócikk ezen változatának fordításán alapul.  Az eredeti cikk szerkesztőit annak laptörténete sorolja fel. Ez a jelzés csupán a megfogalmazás eredetét és a szerzői jogokat jelzi, nem szolgál a cikkben szereplő információk forrásmegjelöléseként.